# Briareopsis aegeon
Briareopsis aegeon är en korallart som beskrevs av Bayer 1993. Briareopsis aegeon ingår i släktet Briareopsis och familjen Anthothelidae. Inga underarter finns listade i Catalogue of Life.